# مریل سیلوربرگ
مریل سیلوربرگ (به ژاپنی: メリル・シルバーバーグ Meriru Shirubābāgu) یک شخصیت ساختگی در مجموعه بازی‌های متال گیر شرکت کونامی است که توسط هیدئو کوجیما خلق شده‌است. او در اصل یکی از شخصیت‌های بازی ماجراجویی پلیس‌ناتس در سال ۱۹۹۴ بود، که آن نیز توسط هیدئو کوجیما کارگردانی شده‌است. پس از آن مریل سیلوربرگ مجدداً طراحی و در نسخهٔ متال گیر سالید به عنوان یار و معشوقه سالید اسنیک معرفی شد.
او افسر فرمانده «تیم گشت رت ۰۱» برای بخش جنایی ارتش ایالات متحده آمریکا بود. در ابتدا گمان می‌شد او خواهرزاده فرمانده سابق فاکس‌هاند، روی کمبل است، اما بعدها مشخص شد که در واقع آن‌ها پدر و دختر هستند.

## زندگینامه
مریل سیلوربرگ زادهٔ ۱۹۸۷، خواهرزاده فرمانده سابق فاکس‌هاند روی کمبل بود. اما در حقیقت او دختر روی کمبل، در نتیجه رابطهٔ او با همسر برادر کوچکترش بود. پدرخوانده او مت کمبل در طی جنگ خلیج فارس، هنگامی که مریل تنها یک نوجوان بود، کشته شد.